# Riconoscimento legale del genere non binario
     Opzione non binaria/terzo genere disponibile come adesione volontaria, almeno un distretto
     Opt-in solo per persone intersessuali
     Standard per il terzo genere
     Standard per intersessuali
     Opzione non binaria/terzo genere non riconosciuta legalmente/nessun dato

Mappa del mondo a gennaio 2025
Opzione non binaria/terzo genere disponibile come adesione volontaria, almeno un distretto
Opt-in solo per persone intersessuali
Standard per il terzo genere
Standard per intersessuali
Opzione non binaria/terzo genere non riconosciuta legalmente/nessun dato

Alcuni paesi nel mondo riconoscono il genere non binario o terzo genere. Queste classificazioni si basano spesso sull'identità di genere di una persona. In alcuni paesi, tali classificazioni potrebbero essere disponibili solo per le persone intersessuali, nate con caratteristiche sessuali che "non si adattano alle definizioni tipiche per i corpi maschili o femminili".

## Storia
Agli inizi del XXI secolo, alcune società hanno iniziato a riconoscere legalmente le identità non binarie, genderqueer o di terzo genere. Alcune società non occidentali riconoscono da tempo le persone transgender come terzo genere, sebbene ciò non preveda (o lo faccia solo di recente) i “diritti legali” riconosciuti a livello internazionale per tali persone. Ciò ha molto più a che fare con l'approccio del sistema legale nei confronti del genere piuttosto che con la natura delle società nei suoi confronti, come dimostrano il distinto ruolo culturale e il riconoscimento sociale che privilegia i membri del terzo genere nelle società non occidentali che li riconoscono (cinque esempi sono i Qariwarmi degli inca precoloniali, i pandaka dei pali, gli androgini nel Talmud, gli hijra descritti più avanti e il "terzo genere" degli inuit).
Tra le nazioni occidentali, l'Australia potrebbe essere stata la prima a riconoscere una terza classificazione, con Alex MacFarlane, intersessuale, che ha ricevuto un passaporto con il sesso contrassegnato come indeterminato nel 2003. L'attivista transgender Norrie May-Welby è stata riconosciuta come avente status non specificato nel 2014. Nel 2016, un tribunale dell'Oregon ha stabilito che Elisa Rae Shupe poteva legalmente cambiare genere in non binario.

### Persone transgender
Nel maggio 2014, la Open Society Foundations ha pubblicato un rapporto, License to Be Yourself, che documentava «alcune delle leggi e delle politiche più progressiste al mondo basate sui diritti che consentono alle persone transgender di cambiare la propria identità di genere sui documenti ufficiali». Il rapporto commenta il riconoscimento delle terze classificazioni, affermando:
Il documento cita anche Mauro Cabral di Global Action for Trans Equality:
Il rapporto conclude che due o tre opzioni non sono sufficienti: «Un approccio più inclusivo sarebbe quello di aumentare le possibilità per le persone di autodefinire il proprio sesso e la propria identità di genere».

### Persone intersessuali
Alcuni individui intersessuali possono essere cresciuti come appartenenti a un sesso particolare (maschio o femmina) ma poi identificarsi con un altro sesso più avanti nella vita, mentre la maggior parte non lo fa. Una revisione clinica del 2012 suggerisce che tra l'8,5 e il 20% delle persone con condizioni intersessuali potrebbero sperimentare disforia di genere o disagio a causa del sesso e del genere assegnati alla nascita. Una ricerca sociologica australiana pubblicata nel 2016 mostra che il 19% delle 272 persone nate con caratteristiche sessuali atipiche che hanno partecipato allo studio ha selezionato un'opzione "X" o "altro", mentre il 52% si è dichiarato donna, il 23% uomo e il 6% incerto.
Secondo l'Asia Pacific Forum of National Human Rights Institutions, pochi Paesi hanno previsto il riconoscimento legale delle persone intersessuali. L'Asia Pacific Forum afferma che il riconoscimento legale delle persone intersessuali riguarda in primo luogo l'accesso agli stessi diritti degli altri uomini e donne, quando viene assegnato loro il sesso maschile o femminile; in secondo luogo, l'accesso alle correzioni amministrative dei documenti legali quando l'assegnazione del sesso originale non è appropriata; e in terzo luogo, sebbene gli schemi di consenso possano essere utili ad alcuni individui, il riconoscimento legale non riguarda la creazione di un terzo sesso o di una classificazione di genere per le persone intersessuali come popolazione.
Nel marzo 2017, una dichiarazione della comunità australiana e neozelandese chiedeva la fine della classificazione legale del sesso, affermando che le classificazioni legali ternarie, come quelle binarie, erano basate sulla violenza strutturale e non rispettavano la diversità e il «diritto all'autodeterminazione». Chiedeva inoltre la criminalizzazione degli interventi medici rimandabili per le persone intersessuali.

## Giurisdizioni
Alcuni Paesi hanno adottato leggi che riconoscono le identità di genere non binarie.

### Argentina
Nel 2012, sotto la presidenza di Cristina Fernández de Kirchner, l'Argentina ha approvato la legge sull'identità di genere (in spagnolo: Ley de identidad de género), che consente alle persone transgender di identificarsi con il genere scelto sui documenti ufficiali senza dover prima sottoporsi a terapia ormonale, a un intervento di riassegnazione di genere o a consulenza psichiatrica. In quanto tali, i diritti delle persone transgender in Argentina sono stati elogiati da molti come tra i più progressisti al mondo.
Nel novembre 2018, due persone non binarie della provincia di Mendoza sono diventate le prime a ottenere un documento d'identità e un certificato di nascita senza indicazione del sesso. All'inizio del 2019, l'attivista trans Lara María Bertolini ha ottenuto il permesso di cambiare il suo sesso ufficiale con l'etichetta transfemminile non binaria "femminilità travesti" (in spagnolo: femeninidad travesti) attraverso una sentenza considerata una pietra miliare per il movimento travesti. La giudice Myriam Cataldi ha stabilito che la Legge sull'Identità di Genere si applicava al caso di Bertolini, citando la definizione di "identità di genere" contenuta nella legge come «l'esperienza interiore e individuale del genere come ogni persona la percepisce, che può corrispondere o meno al sesso assegnato alla nascita, inclusa l'esperienza personale del corpo».
Il 20 luglio 2021, il Presidente Alberto Fernández ha firmato un decreto (Decreto 476/2021) che impone al Registro Nazionale delle Persone (RENAPER) di consentire l'inserimento di un terzo genere su tutte le carte d'identità e i passaporti nazionali, contrassegnato da una "X". La misura si applica anche ai residenti permanenti non cittadini in possesso di carte d'identità argentine. In conformità con la Legge sull'Identità di Genere del 2012, l'Argentina è diventata il primo Paese del sud America a riconoscere legalmente il genere non binario su tutti i documenti ufficiali, liberamente e su richiesta della persona.
Il governo di estrema destra salito al potere nel 2023 ha previsto di revocare questo riconoscimento nel 2024.

### Australia
Come segnalato per la prima volta nel gennaio 2003, gli australiani possono scegliere "X" come genere o sesso. Si ritiene che Alex MacFarlane sia stato il primo australiano a ottenere un certificato di nascita con sesso indeterminato e il primo passaporto australiano con un indicatore di sesso "X" nel 2003. Secondo quanto affermato dal quotidiano del West Australian, ciò si basa su un ricorso presentato da MacFarlane, che ha utilizzato un certificato di nascita indeterminato rilasciato dallo stato del Victoria. Tra gli altri individui che hanno avuto simili opzioni iniziali figurano Tony Briffa dell'Organizzazione Intersex International Australia e l'ex sindaco della città di Hobsons Bay, Victoria, precedentemente riconosciuto come il primo funzionario pubblico e sindaco dichiaratamente intersessuale al mondo.
La politica governativa tra il 2003 e il 2011 è stata quella di rilasciare passaporti con una "X" alle persone che potevano «presentare un certificato di nascita che indicasse il loro sesso come indeterminato». Nel 2011, l'Ufficio Passaporti Australiano ha introdotto nuove linee guida per il rilascio di passaporti con un nuovo genere e ha ampliato la disponibilità di un descrittore X a tutti gli individui con sesso "indeterminato" documentato. La nuova policy afferma che «l'intervento di riassegnazione del sesso non è un prerequisito per il rilascio di un passaporto per il nuovo genere. I certificati di nascita o di cittadinanza non devono essere modificati».
Le linee guida del Commonwealth australiano sul riconoscimento del sesso e del genere, pubblicate nel giugno 2013, hanno esteso l'uso del marcatore di genere "X" a qualsiasi adulto che scelga tale opzione, in tutti i rapporti con il governo del Commonwealth e le sue agenzie. Le linee guida chiariscono inoltre che il governo federale raccoglie dati sul genere, e non sul sesso. Nel marzo 2014, il Territorio della Capitale Australiana ha introdotto una classificazione "X" per i certificati di nascita.
Norrie May-Welby è comunemente – ma erroneamente – spesso considerata la prima persona al mondo ad aver ottenuto ufficialmente lo status di persona indeterminata, non specificata o "senza genere". Nel 2010, May-Welby è diventata la prima persona transgender in Australia a perseguire uno status legale che non sia né uomo né donna. Nell'aprile 2014, l'Alta Corte d'Australia ha stabilito che il Registro delle nascite, dei decessi e dei matrimoni del NSW deve registrare nel registro che il sesso di May-Welby è "non specifico". La Corte ha ritenuto che l'intervento di affermazione sessuale «non ha risolto la sua ambiguità sessuale».
Un'alleanza di organizzazioni, tra cui la National LGBTI Health Alliance, l'Organization Intersex International Australia e la Transgender Victoria, ha chiesto che la X venga ridefinita come non binaria.
Nel marzo 2017, una dichiarazione della comunità australiana e neozelandese ha chiesto la fine della classificazione legale del sesso, affermando che le classificazioni legali ternarie, come quelle binarie, si basavano sulla violenza strutturale e non rispettavano la diversità e il "diritto all'autodeterminazione".
Nell'aprile 2019, la Tasmania è diventato il primo stato o territorio in Australia a rendere facoltativi gli identificatori di sesso o genere nei certificati di nascita e a fornire definizioni ufficiali per "sesso" e "genere" (prima delle riforme era definito solo "sesso"). La riforma è stata varata da una coalizione non governativa di parlamentari e ha adottato un modello di consenso per l'identificazione del sesso sui certificati di nascita. Tuttavia, per scopi medici viene ancora raccolta una classificazione binaria del sesso (maschio o femmina, senza l'opzione intersessuale/non specificato). Ai bambini nati con genitali ambigui vengono concessi altri 60 giorni per scegliere il sesso da registrare. Il sesso del bambino viene indicato sul certificato di nascita solo se i genitori scelgono di acconsentire. Le stesse riforme hanno inoltre consentito alle persone di età superiore ai 16 anni di cambiare la propria identità di genere su documenti ufficiali, senza dover ricorrere a un intervento chirurgico di riassegnazione del sesso o a una terapia ormonale sostitutiva, fornendo una dichiarazione di genere.

### Austria
Il 15 giugno 2018, la Corte costituzionale austriaca ha preso una decisione, pubblicata in un comunicato stampa il 29 giugno, secondo cui l'articolo 8 della Convenzione europea dei diritti dell'uomo garantisce il riconoscimento dell'identità di genere al di là del binarismo maschile o femminile e che alle persone con una variazione nello sviluppo di genere diversa da maschile o femminile deve essere consentito di lasciare vuota una voce di genere e deve essere consentito loro di avere implementata una voce affermativa di altro tipo. Ha inoltre rilevato che la legge vigente non è in contraddizione con tali requisiti e può essere interpretata in modo conforme al diritto costituzionale al riconoscimento dell'identità di genere ai sensi dell'articolo 8 della CEDU. La Corte ha stabilito che gli interessi nazionali elencati nell'articolo 8.1 della CEDU non prevalgono sull'interesse, molto sensibile, di un individuo al riconoscimento della propria vita personale, inclusa l'identità di genere, e che altre leggi possono essere adattate, se necessario. La Corte ha indicato che gli organi amministrativi possono richiedere la prova dell'adeguatezza di una modifica a un'iscrizione e della sua relazione con la vita sociale effettiva di una persona, e che l'articolo 8.1 della CEDU non stabilisce un diritto a iscrizioni nominate arbitrariamente. Non hanno ancora deciso quale nome specifico dovrebbe avere il terzo genere, ma citano raccomandazioni come "divers", "inter", "offen".
Alex Jürgen, attivista intersessuale, ha lottato per il diritto di avere un'opzione non binaria sul passaporto ed è stata la prima persona in Austria a riceverla.
Le opzioni oltre a maschile e femminile sono disponibili solo per le persone intersessuali, che sono tenute a fornire cartelle cliniche per dimostrare il proprio sesso.
Ogni anno in Austria si segnala la nascita di almeno 35 bambini con caratteristiche sessuali ambigue. Gli interventi chirurgici sui bambini intersessuali, volti a farli corrispondere a una delle caratteristiche sessuali binarie, sono criticati dal Verein Intergeschlechtliche Menschen Österreich (VIMÖ), un'associazione austriaca che lotta per i diritti delle persone intersessuali. L'associazione chiede che i bambini siano liberi di decidere su queste questioni una volta cresciuti. Johannes Wahala, presidente della Società Austriaca di Sessuologia e direttore del centro di consulenza Beratungsstelle Courage di Graz, condanna queste operazioni e auspica l'introduzione di un terzo genere.

### Belgio
Nel giugno 2019, la Corte Costituzionale del Belgio ha annullato alcune parti della legge transgender del 2017. Il procedimento contro la legge è stato avviato da organizzazioni per i diritti LGBT+, che sostenevano che la legge continuasse a discriminare le persone con un'identità non binaria o genderfluid, poiché consentiva ancora alle persone di registrarsi solo come "maschio" o "femmina". La Corte Costituzionale ha accolto il ricorso proposto contro la legge e ha ritenuto le disposizioni contestate discriminatorie e pertanto incostituzionali. Pur suggerendo alcune modalità per sanare gli aspetti incostituzionali, come "la creazione di una o più categorie aggiuntive" o "la possibilità di eliminare la registrazione del sesso o del genere come elemento dello stato civile di una persona", la Corte ha anche sottolineato che la responsabilità di sanare le carenze della legge rimaneva in capo al legislatore.
Il governo De Croo, il governo federale belga insediatosi nell'ottobre 2020, ha annunciato l'intenzione di introdurre la possibilità di registrarsi con il codice di genere "X", al fine di rispondere alla sentenza della Corte Costituzionale. A dichiararlo è stato il nuovo ministro della Giustizia del governo De Croo, Vincent Van Quickenborne, nel novembre 2020. Questa proposta è stata respinta a favore della cancellazione di qualsiasi menzione di genere sulle carte d'identità (apparsa nel 2003), mentre l'anagrafe nazionale avrebbe continuato a menzionare il sesso assegnato alla nascita. La legge sarebbe entrata in vigore nel 2022.

### Brasile
Riconosciuto dalla disposizione
     Riconoscimento tramite azione giudiziaria
     Nessun riconoscimento legale

Unità federative che riconoscono legalmente un genere non binario (novembre 2024)
Riconosciuto dalla disposizione
Riconoscimento tramite azione giudiziaria
Nessun riconoscimento legale

Non esiste un riconoscimento di un terzo genere a livello nazionale, ma dal 2020 le persone non binarie e intersessuali hanno ottenuto autorizzazioni dai tribunali per registrare il loro sesso come "non specificato", "non identificato", "intersessuale", o "non binario" nel registro civile.
Ai fini della compilazione e della stampa della Carta d'Identità, il campo relativo al genere deve seguire la standardizzazione ICAO, con 1 carattere, M, F o X (per le persone non binarie). Dall'11 gennaio 2024, gli enti emittenti negli Stati Uniti e nel Distretto Federale sono tenuti ad adottare gli standard per le Carte d'Identità stabiliti dal Governo Federale. Le informazioni nel campo relativo al genere possono essere autodeterminate e autodichiarate dalla persona in fase di compilazione dei dati presso gli Istituti di Identificazione. Nel contesto attuale, delle 3.502.816 carte d'identità emesse, 192 sono carte d'identità nazionali, ovvero lo 0,01% è definito nel campo genere come "X".
Durante la richiesta di un nuovo passaporto, i brasiliani possono selezionare un sesso non specificato. Secondo la Polizia Federale, l'organismo responsabile del rilascio dei passaporti brasiliani, in risposta all'obbligo di accesso alle informazioni registrate, l'opzione "non specificato", in questi termini, è stata implementata nel modulo di richiesta del passaporto nel 2007, con l'avvento del "Nuovo Passaporto", popolarmente noto come "modello a mantello blu". Prima di allora, tuttavia, l'opzione esisteva già e veniva dichiarata su moduli stampati e dattiloscritti nei vecchi quaderni "modello copertina" verdi. Seguendo lo standard internazionale, l'opzione "non specificata" è rappresentata sul passaporto con la lettera X, anziché con le lettere M o F, rispettivamente per maschio o femmina. L'opzione relativa al sesso indicata sul passaporto deve riflettere le informazioni espresse nel certificato di nascita o in altro documento di identità ufficiale. In altre parole, ogniqualvolta le informazioni riportate sul certificato siano diverse da "maschio" o "femmina", verrà utilizzata l'alternativa. L'uso dell'opzione X, ovvero "non specificato", deriva dallo standard internazionale ICAO (Organizzazione Internazionale per l'Aviazione Civile), che specifica la stampa del "Sesso del titolare" mediante "l'uso della lettera iniziale comunemente usata nel Paese di origine", ovvero "la lettera maiuscola F per femminile, M per maschile o X per non specificato". Il rispetto degli standard ICAO, tra gli altri, è proprio ciò che conferisce il riconoscimento di un passaporto da parte di altri paesi.
Dal 12 settembre 2021, per decisione del Consiglio nazionale della giustizia, i notai devono registrare i bambini intersessuali il cui sesso non è indicato nei certificati di nascita.
Lo Stato di Rio de Janeiro, grazie al lavoro dell'Ufficio del Difensore Pubblico dello Stato, ha consentito alle persone non binarie di registrare i propri certificati di nascita e carte d'identità con il genere "non binario" in un linguaggio di genere neutro.
Il 22 aprile 2022, il tribunale di Rio Grande do Sul ha assicurato alle persone non binarie di cambiare il proprio nome e sesso nel loro atto di nascita, in base alla loro identità percepita, indipendentemente dall'autorizzazione giudiziaria, consentendo di includere l'espressione "non binario" nel campo del sesso su richiesta presentata dall'interessato allo studio di un notaio.
Il 9 maggio 2022, la Corte Suprema di Bahia ha pubblicato una disposizione che consente l’inclusione del genere “non binario” nel Registro Civile.
Nel 2023, Paraíba, Paraná, Tocantins e il Distretto Federale hanno riconosciuto i marcatori di genere non binari. Tuttavia, nell'ottobre 2023, il Consiglio Nazionale della Giustizia, su richiesta del TJES, ha pubblicato un documento che esclude il "non binario" come indicatore di genere. Il documento cita Luiz Fux, il quale ha affermato che "(…) Non esiste un terzo genere, né è questa la rivendicazione". Nel novembre 2023, il TJPR ha revocato il riconoscimento non binario, stabilendo che il diritto alla sostituzione amministrativa del nome e del sesso nella registrazione civile non copre la possibilità di espandere i generi, limitatamente a “maschio” e “femmina”. Il TJRS, nel dicembre 2023, ha anche revocato la disposizione che riconosceva la rettifica non binaria nello stato del Rio Grande do Sul.
Nel gennaio 2024, un'azione civile pubblica della Corte Federale del Paraná ha stabilito che l'Agenzia delle Entrate Federale deve includere le opzioni "non specificato", "non binario" e "intersessuale" nel campo sesso del CPF, garantendo il diritto alla rettifica a coloro che vi sono interessati.
Il 6 maggio 2025, la Corte Superiore di Giustizia ha stabilito che è possibile rettificare l'anagrafe per includere il genere neutro. La decisione della Corte Superiore riguarda solo il ricorrente, ma costituisce un precedente che può essere seguito in casi simili.

### Canada
A partire dal 2017, i conducenti dell'Ontario hanno la possibilità di visualizzare "X" come identificatore di genere sulle loro patenti di guida. Dal 2016, le tessere sanitarie dell’Ontario non riportano un indicatore di genere o di sesso, sebbene un genere binario venga ancora tracciato per l’uso negli appuntamenti medici.
Nell'aprile 2017, una bambina nata nella Columbia Britannica, Searyl Atli Doty, è diventata la prima al mondo a ricevere una tessera sanitaria con l'indicazione di genere neutro "U". Uno dei tuoi tutori legali, Kori Doty, transgender non binaria, voleva dare alla bambina l'opportunità di scoprire la propria identità di genere. La provincia ha rifiutato di rilasciare un certificato di nascita al bambino senza specificarne il sesso; Doty ha presentato un ricorso legale. Doty e altre sette persone transgender e intersessuali hanno presentato una denuncia per violazione dei diritti umani contro la provincia, sostenendo che pubblicare indicatori di genere sui certificati di nascita è discriminatorio.
Nel luglio 2017, i Territori del Nord-Ovest hanno iniziato a consentire "X" come opzione non binaria sui certificati di nascita.
Il 31 agosto 2017, il governo federale ha iniziato a consentire l'aggiunta di un'osservazione ai passaporti che richiede che il sesso del titolare venga letto come "X", indicando che non è specificato, sebbene un genere "M" o "F" dovesse essere aggiunto come genere per un periodo indefinito per conformarsi ai requisiti legali di altri paesi. Nel giugno 2019, l'Immigrazione, i Rifugiati e la Cittadinanza Canada hanno annunciato che anche le persone non binarie possono presentare domanda per avere un marcatore di genere "X".

### Cile
Una sentenza del Terzo Tribunale della Famiglia di Santiago, emessa il 25 aprile 2022, ha ordinato al Servizio di Stato Civile e Identificazione di registrare un adolescente di 17 anni di genere non binario sul certificato di nascita, essendo la prima risoluzione giudiziaria del suo genere nel paese. Il 25 maggio 2022, il Primo Tribunale Civile di Santiago ha emesso una sentenza che riconosce una persona adulta come non binaria e ordina all'Ufficio dello Stato Civile di rettificare il certificato di nascita, in cui apparirà la dicitura "X" al posto di "femminile o maschile". Il 14 ottobre 2022, l'Ufficio di Stato Civile ha ufficialmente rilasciato a Shane Cienfuegos la prima carta d'identità non binaria con la dicitura "X" nel Paese. Nel luglio 2022, la Tredicesima Camera della Corte d'Appello di Santiago si era pronunciata a favore della richiesta di rettifica del certificato di nascita per riconoscere l'identità di genere non binaria.

### Colombia
Nel febbraio 2022, la Corte Costituzionale della Colombia ha stabilito che una persona non binaria aveva diritto a un certificato di nascita rilasciato dal Nono Notaio di Medellín e a una carta d'identità di cittadino rilasciata dal Registro Civile Nazionale, con la dicitura "no binario" o "NB" nel campo relativo al sesso su entrambi i documenti. La Corte ha inoltre ordinato al governo colombiano di agevolare l'inserimento di tale dicitura sui documenti d'identità e al Congresso di modificare le leggi, se necessario, per agevolare il riconoscimento legale dei diritti delle persone non binarie.

### Danimarca
Secondo il commento di Transgender Europe, ai cittadini danesi (inclusi i cittadini groenlandesi e delle isole Faroe) è stato rilasciato un passaporto con l'opzione "X" su richiesta, senza requisiti medici. Tuttavia, dal Regolamento danese sui passaporti risulta che le persone con numeri di identificazione personale pari ricevono il marcatore di genere "F" e le persone con numeri di identificazione personale dispari il marcatore di genere "M" (§ 4(4)), con l'unica eccezione che le persone che non hanno (ancora) avuto un cambio di genere ufficiale ma alle quali la Clinica sessuologica dell'Ospedale Nazionale ha certificato che sono transessuali possono ottenere il marcatore di genere "X" (§ 4(5)). Di conseguenza, il genere legale rimane binario in Danimarca (inclusa la Groenlandia e le Isole Faroe) e solo le persone transessuali senza un cambio di genere legale possono ottenere un marcatore X sul proprio passaporto.

### Germania

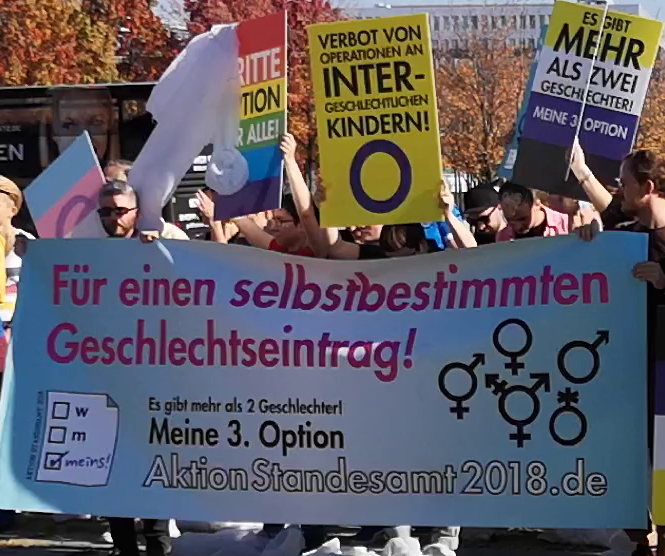
13 ottobre 2018: Protesta a sostegno del terzo genere davanti al Bundeskanzleramt

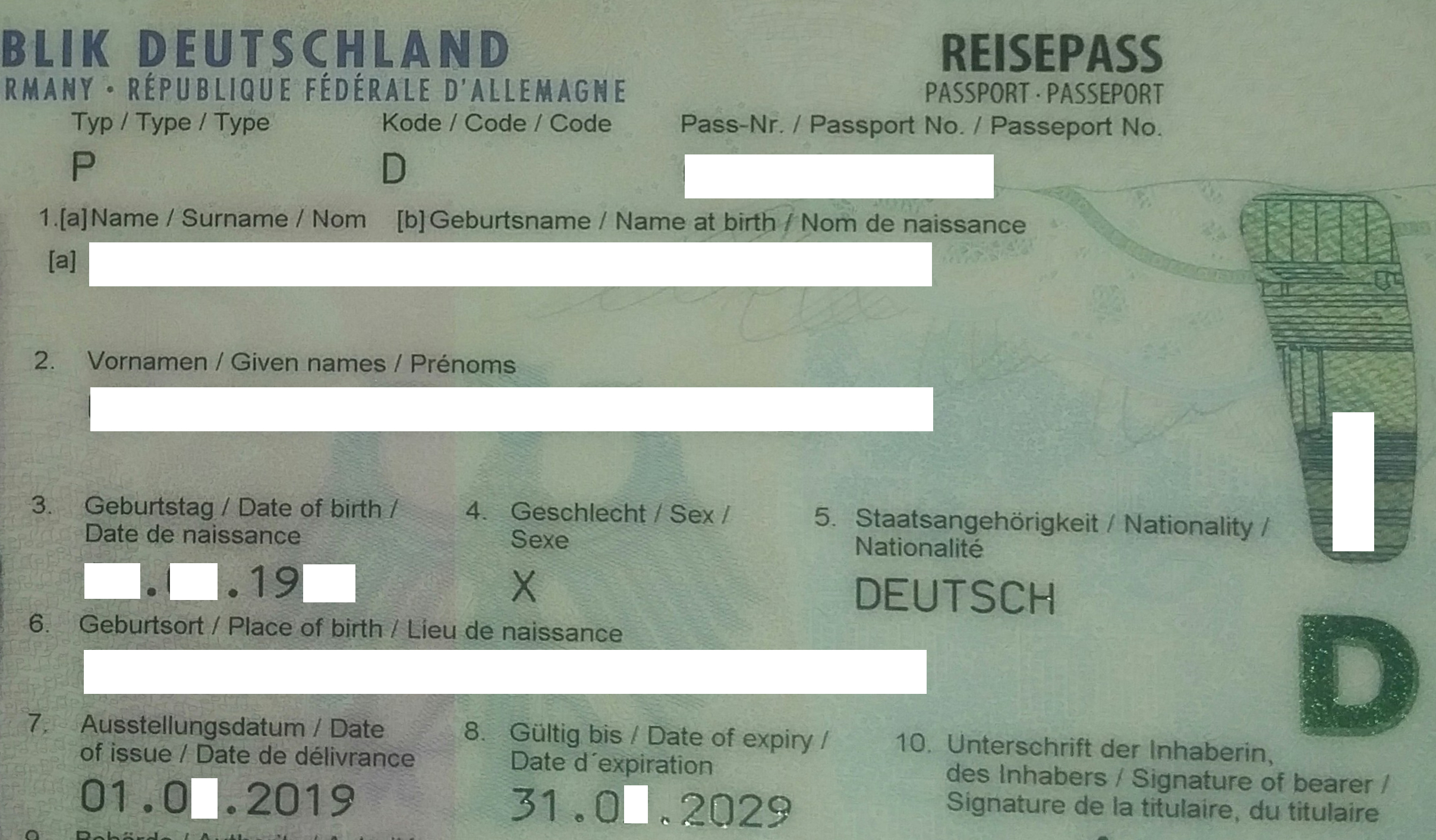
Passaporto con indicatore di genere "X"

Si ritiene che la Germania sia il primo Paese europeo a riconoscere il sesso "indeterminato" sui certificati di nascita, il che si concretizza nell'assenza di qualsiasi indicatore di genere, a partire dal novembre 2013. Un rapporto del Consiglio Etico Tedesco ha affermato che la legge è stata approvata perché "Molte persone che sono state sottoposte a un'operazione di 'normalizzazione' durante l'infanzia hanno poi ritenuto che si trattasse di una mutilazione e non l'avrebbero mai accettata da adulte". La Deutsche Welle ha riferito che il 1° novembre 2013 è stata resa disponibile un'opzione "indeterminata" per i certificati di nascita dei neonati intersessuali con genitali ambigui. La mossa è controversa, con molti sostenitori dell'intersessualità in Germania e altrove che suggeriscono che potrebbe incoraggiare interventi chirurgici o semplicemente non riesce ad affrontare i principali problemi di salute delle persone intersessuali. Il 21 gennaio 2015, la Corte d'Appello di Celle ha confermato, in una sentenza, che le persone intersessuali non possono ottenere un indicatore di genere diverso da "femminile" o "maschile" nel loro certificato di nascita, ma solo l'assenza di tale indicatore. La Corte ha stabilito allo stesso tempo che anche una persona intersessuale adulta registrata con un indicatore di genere alla nascita può ottenerne la cancellazione. Tale sentenza è stata rinviata alla Corte Federale di Giustizia per la revisione.
L'8 novembre 2017, la Corte costituzionale federale ha rilasciato un comunicato stampa sulla sua sentenza del 10 ottobre 2017, che si è espressa a favore di un'opzione positiva del terzo genere invece del divieto di ingresso. Il 15 agosto 2018, il governo tedesco ha approvato un progetto di legge che consente una terza opzione di genere sui certificati di nascita per i bambini che non sono distintamente maschi o femmine. Il 22 dicembre 2018 è entrata in vigore la terza legge sul genere, che consente alle persone intersessuali (sia alla nascita che in età adulta) di scegliere tra "femminile", "maschile", "diverso" e nessun indicatore di genere. In caso di cambiamento in età adulta, è possibile cambiare anche il nome. Per modificare il marcatore e/o i nomi secondo questa legge è necessaria un certificato medico, ma non è specificato quale tipo di "varianza dello sviluppo di genere" sia richiesta per la legge. Pertanto, le persone non binarie non intersessuali hanno fatto ricorso a questa legge per modificare i propri segni distintivi e nomi, poiché medici di fiducia approvano e rilasciano comunque tale certificato obbligatorio. Nel frattempo, una corte d'appello aveva stabilito che lo status di non binario dovesse essere aperto anche alle persone non binarie non intersessuali; la legge adottata non affronta questa categoria di persone e la loro situazione è quindi rimasta inizialmente poco chiara in attesa di ulteriore giurisprudenza. Il 22 aprile 2020, la Corte federale di giustizia ha stabilito che per ottenere lo status di non binario, queste persone devono seguire la procedura stabilita dalla legislazione sulla transessualità che si applica per analogia, dopodiché possono anche scegliere tra "diverso" e nessun indicatore di genere.
Il 12 aprile 2024 il Bundestag ha approvato la legge sull'autodeterminazione (Tedesco: Gesetz über die Selbstbestimmung in Bezug auf den Geschlechtseintrag (SBGG)). La legge consente a tutti i cittadini tedeschi di modificare sia il record/indicatore di genere che il nome tramite una dichiarazione all'anagrafe. Oltre ai marcatori binari "Maschio" e "Femmina", è possibile scegliere la voce "diverso". In alternativa, la voce relativa al genere può essere rimossa completamente. Sia la dicitura "diverso" che quella "senza ingresso" sono rappresentate dalla lettera "X" sui passaporti. In particolare, qualsiasi cittadino può presentare questa dichiarazione all'ufficio anagrafe senza ulteriori requisiti medico/legali, previo preavviso di 3 mesi. Il 1° novembre 2024 è entrata in vigore la Legge sull'Autodeterminazione, che abroga la Legge sui Transessuali (TSG) e modifica la Terza Legge sul Genere per consentire il riconoscimento legale delle persone non binarie non intersessuali come "diverse". Le persone di età compresa tra 14 e 18 anni possono cambiare il proprio genere sui documenti governativi alla presenza dei genitori. Se i genitori non approvano il cambiamento, il minore può presentarsi al tribunale della famiglia. Per i minori di 14 anni, i tutori genitoriali sono autorizzati a modificare la designazione di genere del proprio figlio. Ciò richiede il consenso del minore a partire dai 5 anni.

### Giappone
Il genere non binario non è legalmente riconosciuto in Giappone. I documenti ufficiali, come i certificati di nascita e le carte d'identità, richiedono che gli individui abbiano il genere binario.
Un residente straniero in possesso di un passaporto straniero con una "X" nel campo relativo al genere, vedrà questa indicazione sulla sua carta di soggiorno. In questo caso, il campo relativo al genere sulla carta di soggiorno rimarrà vuoto, con la dicitura "Genere X" indicata sul retro della carta.

### Islanda
Nel giugno 2019, il Parlamento islandese ha votato con 45 voti favorevoli e 0 contrari un disegno di legge per l'attuazione di una "legge modello per l'autodeterminazione del genere", simile a quella di numerosi paesi europei e sudamericani. Il disegno di legge include una terza opzione di genere, nota come "X" sui documenti ufficiali. La legge è entrata in vigore il 1° gennaio 2020.

### India

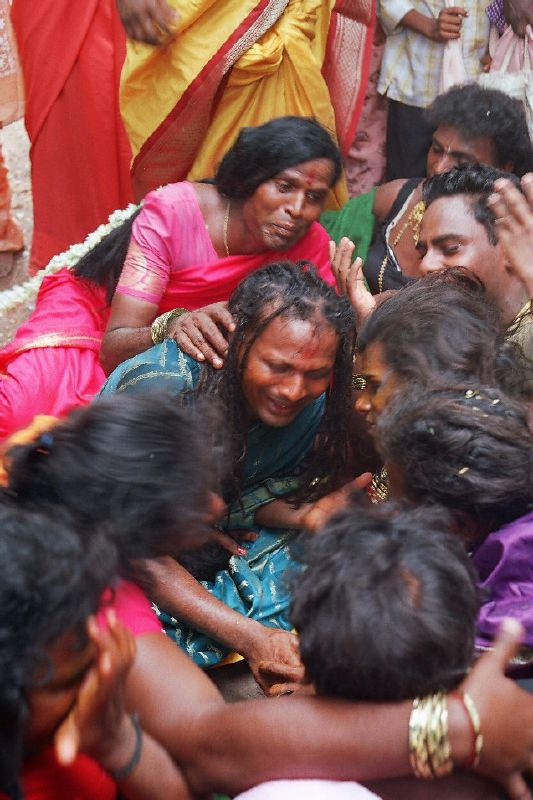
Le Aravanis, le "spose" Hijra di Aravan, piangono la sua morte

Gli Hijra dell'India sono probabilmente il tipo di terzo sesso più conosciuto e numeroso del mondo moderno: l'organizzazione sanitaria comunitaria con sede a Mumbai, The Humsafar Trust, stima che ci siano tra i 5 e i 6 milioni di hijra in India. In diverse aree sono conosciuti come Aravani/Aruvani o Jogappa. Spesso (in modo un po' fuorviante) chiamati eunuchi in inglese, possono essere nati intersessuali o apparentemente maschi, indossare abiti femminili e generalmente non si considerano né uomini né donne. Solo l'otto percento delle hijra che visitano le cliniche Humsafar sono nirwaan (castrate). La fotografa indiana Dayanita Singh scrive della sua amicizia con un'Hijra, Mona Ahmed, e delle convinzioni di genere delle due società diverse: «Quando una volta le chiesi se le sarebbe piaciuto andare a Singapore per un'operazione di cambio di sesso, mi disse: 'Non capisci davvero. Io sono il terzo sesso, non un uomo che cerca di essere una donna. È un problema della vostra società che riconoscete solo due sessi'.» I movimenti sociali Hijra hanno fatto una campagna per il riconoscimento come terzo sesso, e nel 2005, i moduli di richiesta del passaporto indiano sono stati aggiornati con tre opzioni di genere: M, F ed E (rispettivamente per maschio, femmina ed eunuco). Alcune lingue indiane, come il sanscrito, hanno tre "opzioni" di genere: nello specifico, le forme maschile, femminile e neutra dei sostantivi.
Nel novembre 2009, l'India ha accettato di elencare nelle liste elettorali e nelle carte d'identità degli elettori gli eunuchi e le persone transgender come "altri", distinti da uomini e donne. Il 15 aprile 2014, la Corte Suprema dell'India ha riconosciuto un terzo genere, né maschile né femminile, e una categoria che ha diritto a privilegi nell'istruzione e nel lavoro, affermando che «il riconoscimento dei transgender come terzo genere non è una questione sociale o medica, ma una questione di diritti umani». Questa sentenza ha reso l'India uno dei pochi Paesi a emettere questa sentenza storica.
Oltre al ruolo femminile delle hijra, diffuso in tutto il subcontinente, nell'India moderna sono stati notati alcuni casi di "mascolinità femminile" istituzionalizzata. Tra i Gaddhi, ai piedi dell'Himalaya, alcune ragazze adottano il ruolo di sadhin, rinunciando al matrimonio e vestendosi e lavorando come uomini, ma mantenendo nomi e pronomi femminili. Un antropologo della fine del diciannovesimo secolo notò l'esistenza di un ruolo simile a Chennai, quello dei basivi. Tuttavia, lo storico Walter Penrose conclude che in entrambi i casi "il loro status è forse più 'transgender' che 'di terzo genere'".
Nell'aprile 2014, il giudice KS Radhakrishnan, della Corte Suprema dell'India, ha dichiarato che il genere transgender è il terzo genere nella legge indiana, in un caso portato dalla National Legal Services Authority (Nalsa) contro l'Unione dell'India e altri. La sentenza affermava:
Raramente la nostra società si rende conto o si preoccupa di rendersi conto del trauma, dell'agonia e del dolore che i membri della comunità transgender subiscono, né apprezza i sentimenti innati dei membri della comunità transgender, soprattutto di coloro la cui mente e il cui corpo rinnegano il loro sesso biologico. La nostra società spesso ridicolizza e abusa della comunità transgender e in luoghi pubblici come stazioni ferroviarie, fermate degli autobus, scuole, luoghi di lavoro, centri commerciali, teatri, ospedali, vengono emarginati e trattati come intoccabili, dimenticando il fatto che il fallimento morale risiede nella riluttanza della società a contenere o accogliere diverse identità ed espressioni di genere, una mentalità che dobbiamo cambiare.
Il giudice Radhakrishnan ha affermato che le persone transgender dovrebbero essere trattate in modo coerente con le altre minoranze ai sensi della legge, consentendo loro di accedere a posti di lavoro, assistenza sanitaria e istruzione. Ha inquadrato la questione come una questione di diritti umani, affermando che "Questi TG, anche se numericamente insignificanti, sono pur sempre esseri umani e pertanto hanno tutto il diritto di godere dei loro diritti umani", concludendo dichiarando che:
1. gli hijra e gli eunuchi, a parte il genere binario, devono essere trattati come "terzo genere" allo scopo di salvaguardare i loro diritti ai sensi della Parte III della nostra Costituzione e delle leggi emanate dal Parlamento e dalla legislatura statale;
2. viene inoltre rispettato il diritto delle persone transgender a decidere il genere che identificano e i governi centrale e statale sono tenuti a garantire il riconoscimento legale della loro identità di genere come maschile, femminile o come terzo genere.[118]

### Kenya
Nel 2022, il Kenya ha approvato il Children Act 2022, che richiede un indicatore di genere "I" per le persone intersessuali.

### Nepal
Il 27 dicembre 2007, la Corte Suprema del Nepal ha emesso una decisione che impone al governo di eliminare tutte le leggi che discriminano in base all'orientamento sessuale e/o all'identità di genere e di istituire un comitato per studiare la politica sul matrimonio tra persone dello stesso sesso. La corte ha anche stabilito una terza categoria di genere. I documenti ufficiali nepalesi offrono ai cittadini tre opzioni di genere: maschio, femmina e "altri". Ciò può includere persone che si presentano o si comportano come un genere diverso da quello che è stato loro assegnato alla nascita. Il censimento del Nepal del 2011 è stato il primo censimento nazionale al mondo a consentire alle persone di registrarsi con un genere diverso da maschile o femminile. Tuttavia, è stato segnalato che "problemi logistici, discriminazione da parte dei censitori e paura tra alcuni terzi generi" stavano interferendo con il processo, e alla fine il censimento è stato pubblicato elencando solo maschi e femmine, lasciando fuori le persone non binarie o costringendole a un genere che non era il loro. La decisione della Corte Suprema del 2007 ha ordinato al governo di rilasciare carte d'identità di cittadinanza che consentissero di elencare "terzo genere" o "altro". La corte ha inoltre ordinato che l'unico requisito per identificarsi come terzo genere sarebbe stata l'autoidentificazione della persona. 
"Dovrebbero essere adottate disposizioni legali per garantire l'identità di genere alle persone transgender o di terzo genere, in base alle quali vengono raggruppati il terzo genere femminile, il terzo genere maschile e l'intersessuale, in base all'autopercezione della persona interessata"
Materiali più recenti indicano che questa terza opzione non è disponibile per le persone intersessuali.

### Nuova Zelanda
I certificati di nascita sono disponibili alla nascita e mostrano il sesso "indeterminato" se non è possibile attribuirlo. Il Dipartimento degli Interni della Nuova Zelanda afferma: "Il sesso di una persona può essere registrato come indeterminato al momento della nascita se non è possibile accertare se la persona sia maschio o femmina, e ci sono diverse persone registrate così ".
Da dicembre 2012 sono disponibili passaporti con un descrittore di sesso "X", dove "X" significa "indeterminato/non specificato". Questi sono stati originariamente introdotti per le persone in transizione di genere.
Il 17 luglio 2015, Statistics New Zealand ha introdotto la prima versione di uno standard di classificazione dell'identità di genere a fini statistici. La versione attuale dello standard è stata introdotta nell'aprile 2021 con l'opzione di tre categorie (maschio, femmina o altro genere) o cinque categorie (maschio cisgender, femmina cisgender, maschio transgender, femmina transgender o altro genere).
Nel marzo 2017, una dichiarazione della comunità neozelandese e australiana ha chiesto la fine della classificazione legale del sesso, affermando che le classificazioni legali di terzo grado, come le classificazioni binarie, erano basate sulla violenza strutturale e non rispettavano la diversità e il "diritto all'autodeterminazione".

### Paesi Bassi
Nel maggio 2018, Leonne Zeegers è stata la prima persona olandese a ricevere sul passaporto il genere contrassegnato con una "X" invece di "maschio" o "femmina". Leonne, allora 57enne, era nata intersessuale ed era cresciuta come uomo, prima di sottoporsi a un intervento chirurgico di riassegnazione di genere e diventare donna, ma si identifica ancora come persona intersessuale. Leonne ha vinto una causa in tribunale, il che significa che impedire a qualcuno di registrarsi ufficialmente come gender neutral è una "violazione della vita privata, dell'autodeterminazione e dell'autonomia personale". Tuttavia, la decisione se la "X" verrà o meno applicata sul passaporto di qualcuno in futuro sarà comunque del tribunale. La sentenza ha aperto le porte ai gruppi LGBT olandesi per chiedere al governo che chiunque possa identificarsi come gender neutral in futuro.

### Pakistan
In Pakistan, il termine educato è khwaja sara o "khwaja sira" (urdu: خواجه سرا), poiché hijra e khusra sono considerati dispregiativi dalla comunità khawaja sara e dagli attivisti per i diritti umani in Pakistan. Poiché la maggior parte dei documenti ufficiali del governo e delle aziende del Pakistan sono in inglese, è stato sceltoil termine third gender ("terzo genere")  per rappresentare gli individui (sia maschi che femmine, nessuno dei due e/o entrambi) che si identificano come transessuali, persone transgender, travestiti (zenana in urdu) ed eunuchi (narnbans in urdu).
Nel giugno 2009, la Corte Suprema del Pakistan ha ordinato un censimento delle khawaja sara, che in Pakistan sono tra le 80.000 e le 300.000. Nel dicembre 2009, Iftikhar Muhammad Chaudhry, il giudice capo del Pakistan, ha ordinato che l’Autorità nazionale per i database e la registrazione rilasci carte d’identità nazionali ai membri della comunità che mostrano il loro genere distinto. «È la prima volta nei 62 anni di storia del Pakistan che vengono prese misure simili per il nostro benessere», ha dichiarato a Reuters Almas Bobby, presidente di un'associazione di khawaja sara. «È un passo importante verso il riconoscimento del nostro rispetto e della nostra identità nella società. Stiamo lentamente guadagnando rispetto nella società. Ora le persone riconoscono che anche noi siamo esseri umani».
Il governo del Primo Ministro Imran Khan ha iniziato a rilasciare carte d'identità nazionali alla popolazione khawaja Sara (trans) in Pakistan. È la prima volta nella storia del Paese.

### Regno Unito
Il titolo "Mx." è ampiamente accettato nel Regno Unito da organizzazioni governative e aziende come alternativa per le persone non binarie mentre l'HESA consente l'uso di marcatori di genere non binari per gli studenti nell'istruzione superiore. Nel 2015 è stata registrata presso il Parlamento la mozione EDM660 che chiede che ai cittadini sia consentito l'accesso al contrassegno X sui passaporti. Quando il testo dell'EDM660 venne alla luce nel 2016, fu lanciata una petizione formale tramite il Servizio Petizioni Parlamentare, chiedendo che l'EDM660 fosse convertito in legge.
Nel settembre 2015 il Ministero della Giustizia ha risposto a una petizione che chiedeva l'autodeterminazione del genere legale, affermando di non essere a conoscenza di "alcun danno specifico" subito dalle persone non binarie che non possono vedere riconosciuto legalmente il proprio genere. Nel gennaio 2016 il rapporto d'inchiesta sulle persone trans del Comitato per le donne e le pari opportunità ha chiesto che le persone non binarie fossero protette dalla discriminazione ai sensi dell'Equality Act, che il contrassegno di genere X fosse aggiunto ai passaporti e che il governo esaminasse in modo approfondito le esigenze delle persone non binarie entro sei mesi. Ciò non è accaduto. Nel giugno 2018, l'Alta Corte britannica si è pronunciata contro la proposta di introdurre un contrassegno a X sui passaporti.
Il governo scozzese ha avviato una consultazione pubblica sulle riforme del Gender Recognition Act 2004 (GRA) dal 9 novembre 2017 al 1º marzo 2018. Il GRA del 2004 definisce il processo legale attraverso il quale una persona può cambiare il proprio genere legalmente riconosciuto. L'analisi della consultazione spiega che il 60% di coloro che hanno risposto alla domanda ha concordato con la proposta di introdurre un sistema di autodichiarazione per il riconoscimento legale del genere. Il punto 66 del documento di analisi recita: «La maggioranza degli intervistati, il 62% di coloro che hanno risposto alla domanda, ritiene che la Scozia debba intervenire per riconoscere le persone non binarie. Dei restanti intervistati, il 33% non ritiene che la Scozia debba intervenire e il 4% non sa.» Entro la fine del 2019 sarebbe stata presentata una proposta di legge per la riforma del GRA del 2004. Tuttavia, nella sua scheda informativa, il governo scozzese affermava che non avrebbe esteso il riconoscimento legale del genere alle persone non binarie. Intendeva invece istituire un gruppo di lavoro per valutare cosa si potesse fare di più per promuovere l'inclusione delle persone non binarie nella società.
Nel marzo 2020, un giudice ha stabilito che la mancanza di un indicatore di genere non binario sui passaporti rilasciati dal Regno Unito era legale "per ora", ma ha osservato che "se la tendenza internazionale verso un riconoscimento ufficiale più diffuso dell'identità "non binaria" continua, allora in futuro la negazione potrebbe costituire una violazione dei diritti umani".
Il 14 luglio 2020, Giornata internazionale delle persone non binarie, la deputata Christine Jardine ha presentato alla Camera dei Comuni un disegno di legge di iniziativa parlamentare sostenuto dall'ente di beneficenza LGBT Stonewall UK, che chiedeva l'opzione di un indicatore di genere X sui passaporti rilasciati nel Regno Unito per le persone non binarie. La sua seconda lettura avrebbe dovuto aver luogo a gennaio 2021, tuttavia il disegno di legge non è riuscito a completare il suo passaggio attraverso quella sessione parlamentare e quindi non fece ulteriori progressi.
Il 14 settembre 2020 un tribunale del lavoro ha stabilito che un dipendente non binario era protetto dalla caratteristica di riassegnazione di genere dell'Equality Act del 2010, la prima conferma legale che le persone non binarie sono protette dalla legge.
Nel maggio 2021, il governo del Regno Unito ha respinto una petizione che chiedeva il riconoscimento legale del genere non binario come identità di genere. Oltre 130.000 persone hanno firmato la petizione, che affermava che consentire il genere non binario come identità di genere avrebbe attenuato la disforia di genere e protetto le persone non binarie dai crimini d'odio transfobici. Nonostante il 58% degli intervistati avesse concordato sul riconoscimento dell'identità non binaria in una consultazione del 2018 sul GRA, il governo ha dichiarato nella sua risposta che non vi erano piani per estendere il GRA, affermando che ciò avrebbe avuto "complesse conseguenze pratiche".
Nel dicembre 2021, la Corte Suprema del Regno Unito ha emesso una sentenza nel caso R (Christie Elan-Cane) contro il Segretario di Stato per il Dipartimento degli Interni, pronunciandosi contro il riconoscimento del genere non binario. La sentenza della Corte ha stabilito che la Convenzione europea dei diritti dell'uomo non imponeva agli Stati di rilasciare un'opzione "X" per i passaporti e che "non esisteva alcuna legislazione nel Regno Unito che riconoscesse una categoria di individui non di genere". L'appellante, Elan-Cane, si è impegnata a presentare ricorso contro la sentenza alla Corte europea dei diritti dell'uomo.
Nel gennaio 2024, i giudici dell'Alta Corte di Londra hanno stabilito che «Abbiamo deciso che ogniqualvolta il Gender Recognition Act faccia riferimento al termine 'genere', si riferisce a un concetto binario, ovvero al genere maschile o femminile. Di conseguenza, il GRP [Gender Recognition Panel] non aveva e non ha il potere di rilasciare al ricorrente un certificato di riconoscimento di genere che attesti la sua 'non-binità'».

### Stati Uniti
Riconoscimento tramite statuto o policy
     Riconoscimento solo tramite ordine del tribunale, casi isolati
     Nessun riconoscimento legale

Giurisdizioni che riconoscono legalmente un genere non binario nei documenti statali (gennaio 2025)
Riconoscimento tramite statuto o policy
Riconoscimento solo tramite ordine del tribunale, casi isolati
Nessun riconoscimento legale

Diverse giurisdizioni degli Stati Uniti consentono l'uso di marcatori di genere non binari sui documenti di identità statali, inclusi certificati di nascita e patenti di guida.
Dal 2022 al 20 gennaio 2025, sui passaporti era disponibile anche un'opzione X. I documenti federali non offrono più un contrassegno non binario e le domande di passaporto che lo richiedevano sono state sospese. I passaporti precedentemente rilasciati utilizzando il marcatore di genere "X" rimangono validi fino alla data di scadenza.
In occasione della giornata di sensibilizzazione sull'intersessualità, il 26 ottobre 2015, l'organizzazione per i diritti civili LGBT Lambda Legal ha intentato una causa federale per discriminazione contro il Dipartimento di Stato degli Stati Uniti per aver negato il passaporto al veterano della marina Dana Zzyym, direttore associato dell'Intersex Campaign for Equality, perché non è né maschio né femmina, ma intersessuale. Il 22 novembre 2016, la Corte distrettuale del distretto del Colorado si è pronunciata a favore di Zzyym, affermando che il Dipartimento di Stato ha violato la legge federale. La sentenza ha affermato che la corte non ha trovato «alcuna prova che il Dipartimento abbia seguito un processo decisionale razionale nel decidere di implementare la sua politica sui passaporti basata esclusivamente sul genere binario» e ha ordinato all'Agenzia per i passaporti degli Stati Uniti di riconsiderare la sua precedente decisione. Il 19 settembre 2018, un giudice federale si è pronunciato per la seconda volta a favore di Zzyym, decidendo che il rifiuto del Dipartimento di Stato americano di rilasciare un passaporto eccedeva i limiti della sua autorità.
Il 25 febbraio 2020, il deputato Ro Khanna ha presentato alla Camera dei rappresentanti degli Stati Uniti una proposta di legge (H. R. 5962) che aggiungerebbe una terza designazione di genere alle domande di passaporto statunitensi. Il 30 giugno 2021, il Dipartimento di Stato ha annunciato di aver avviato un'iniziativa per aggiungere un terzo indicatore di genere sui passaporti statunitensi. Il 27 ottobre 2021, è stato rilasciato a Dana Zzyym il primo passaporto statunitense con la lettera X . Come affermato da Lambda Legal, i rappresentanti legali di Zzyym nella loro causa, la X è un indicatore di "sesso/genere", rilasciato a Zzyym perché è stato in grado di dimostrare in tribunale di non essere né maschio né femmina, ma intersessuale, e di dimostrare inoltre che Zzyym ha un'identità di genere non binaria.
Dall'11 aprile 2022 fino alla fine dell'amministrazione Biden, il marcatore di genere "X" era disponibile sui passaporti di tutti i cittadini statunitensi. Per il rilascio di un passaporto con il contrassegno "X" non era richiesta alcuna documentazione medica e il sesso sui documenti di identità del richiedente non doveva corrispondere al sesso del passaporto richiesto. Il 20 gennaio 2025, dopo il suo insediamento, il presidente Donald Trump ha firmato un ordine esecutivo che ordina al governo federale di riconoscere "solo due generi, maschile e femminile", anche sui documenti di identità federali. Il 23 gennaio 2025, il segretario di Stato Marco Rubio ha ordinato al personale di sospendere tutte le domande di passaporto che richiedevano un indicatore di sesso "X" o una modifica all'indicatore di sesso esistente.

### Taiwan
Nel gennaio 2018, è stato annunciato che i piani per introdurre una terza opzione di genere sui documenti di identificazione, come i passaporti e le carte d'identità nazionali, sarebbero stati implementati nel prossimo futuro. Nel novembre 2018, Chen Mei-ling, ministro del Consiglio nazionale per lo sviluppo, ha annunciato che questi piani sarebbero entrati in vigore nel 2020.

### Thailandia

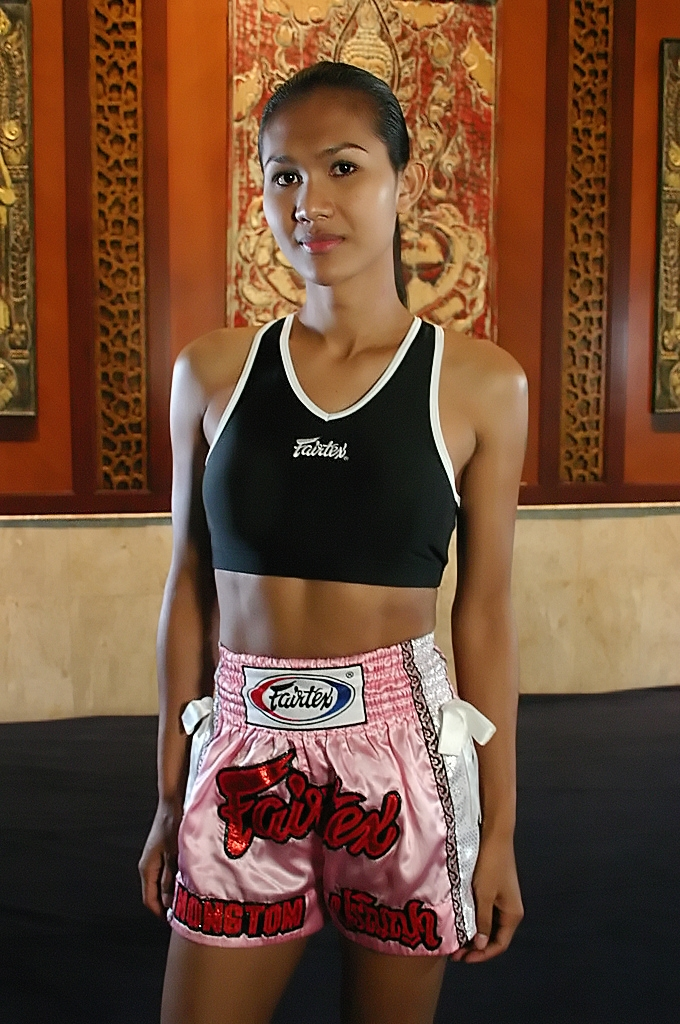
Nong Tum, un pugile transgender di Muay Thai

Anche i kathoey (o "ladyboy") della Thailandia sono comunemente definiti un terzo sesso. Si tratta di persone a cui è stato assegnato il sesso maschile che si identificano e vivono come donne. Un numero significativo di thailandesi percepisce i kathoey come appartenenti a un terzo genere, inclusi molti kathoey stessi; altri li considerano donne di seconda categoria. Non è raro che persone thailandesi siano state assegnate al sesso maschile alla nascita e si sottopongano a interventi chirurgici per cambiare sesso, ma sui loro documenti d'identità vengono ancora considerate come uomini. Nonostante ciò, la società thailandese rimane una delle più tolleranti al mondo nei confronti dei kathoey, ovvero del terzo genere. Il ricercatore Sam Winter scrive:
Abbiamo chiesto ai nostri 190 [kathoey] di dire se si consideravano uomini, donne, sao praphet song ["un secondo tipo di donna"] o kathoey. Nessuno si considerava maschio, e solo l'11 percento si considerava kathoey (cioè "non maschio"). Al contrario, il 45 percento si considerava donna, con un altro 36 percento sao praphet song... Sfortunatamente non abbiamo incluso la categoria phet tee sam (terzo sesso/genere); presumibilmente se lo avessimo fatto ci sarebbero potuti essere molti intervistati che avrebbero scelto quel termine... Circa il 50 percento [dei thailandesi non transgender] li vede come maschi con menti sbagliate, ma l'altra metà li vede come donne nate nel corpo sbagliato (circa il 15 percento) o come un terzo sesso/genere (35 percento).
Nel 2004, la Scuola di Tecnologia di Chiang Mai ha assegnato un bagno separato per i kathoey, con un simbolo maschile e femminile intrecciato sulla porta. I 15 studenti kathoey sono tenuti a indossare abiti maschili a scuola, ma possono sfoggiare acconciature femminili. Il bagno è dotato di quattro cabine, ma non di orinatoi.
Sebbene le Kathoey non siano ancora pienamente rispettate, stanno gradualmente guadagnando popolarità e si sono affermate come una parte ben distinta della società thailandese. Ciò è particolarmente vero nei settori dell'intrattenimento, degli affari e della moda in Thailandia, dove le Kathoey ricoprono ruoli significativi in posizioni di leadership e management. Inoltre, le Kathoey, o donne di seconda categoria, sono molto ricercate dalle aziende che assumono venditori. In molti annunci di lavoro, è comune vedere le aziende affermare che le donne di seconda categoria sono preferite come forza vendita perché sono generalmente considerate individui più carismatici ed espressivi.

### Uruguay
Dal 19 ottobre 2018, una nuova legge in Uruguay consente alle persone di cambiare il proprio genere/sesso in ingresso in modo autodeterminato, senza richiedere alcuna documentazione medica. La legge fornisce inoltre le basi per la protezione sociale, le iniziative antidiscriminatorie, le quote e i risarcimenti.
Sebbene la legge 19.684 (articolo 4c) riconosca nelle sue definizioni le persone di genere non binario, non è disponibile alcuna terza opzione di indicatore di genere oltre a femminile e maschile. Secondo il "Sondaggio sulle persone non binarie 2022", uno dei motivi che spinge le persone non binarie a non ricorrere alla procedura legale di cambio di genere è l'assenza di un'opzione di genere non binario.